# Vyšší lesnická škola v Nových Zákupech

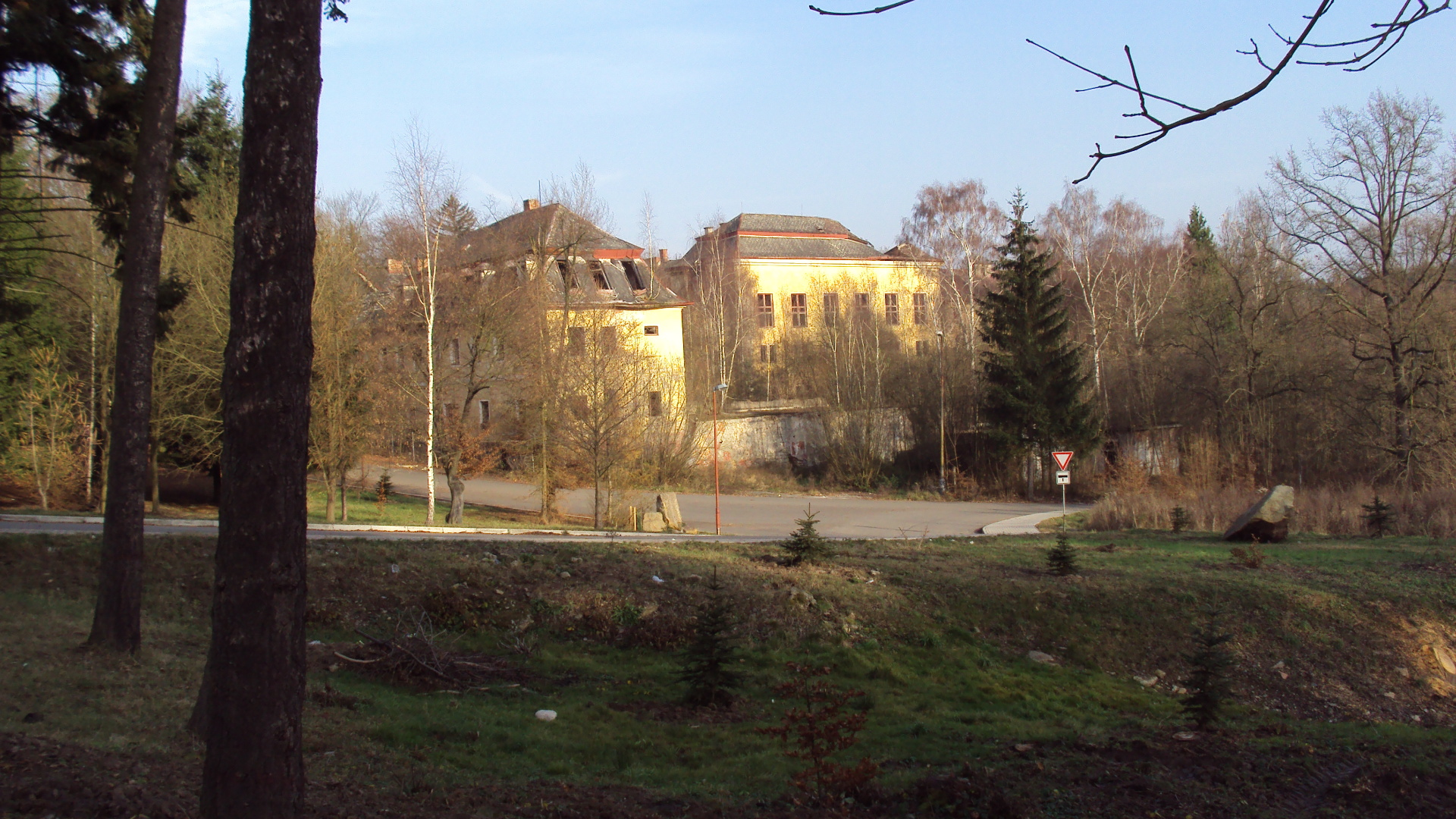
Škola vypadá zdálky jako zámeček

Vyšší lesnická škola v Nových Zákupech byla školou odbornou, která se přestěhovala do Zákup, do části dnes nazvané Nové Zákupy v roce 1905 z Bělé pod Bezdězem. Vyučování zde bylo ukončeno v roce 1940.

## Historie

### V Bělé pod Bezdězem
Lesnická škola byla v Bělé založena v roce 1855 a působila zde s četnými obtížemi 49 let. V nevelkém zámku v Bělé nebyly dostatečné prostory pro ubytování žáků a ani pro přírodovědné sbírky. Dalším důvodem pro stěhování byla pravděpodobná snaha některých politiků školu přestěhovat z prostředí převážně českého do teritoria německého s cílem poškodit českou vzdělanost.

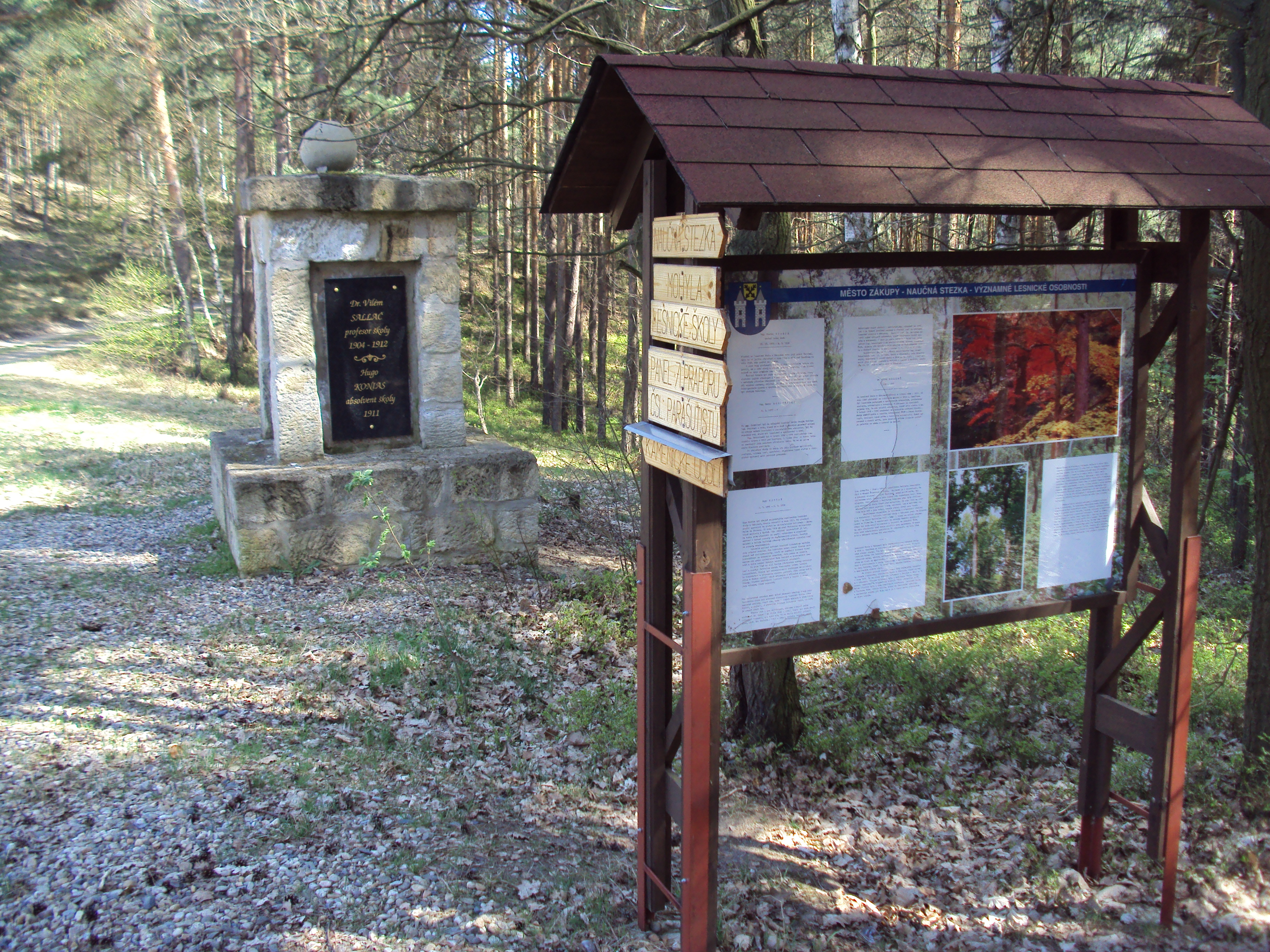
Mohyla osobností školy

### V Nových Zákupech
Zhruba 2 km od centra Zákup na sever vybudoval koncem 18. století továrník Leitenberger velkou textilní manufakturu i se svým sídlem. Budovy měly klasicistní vzhled. O sto let později byly opuštěné objekty využily pro cukrovar, který zde fungoval v letech 1880 – 1889. Jeho zásluhou byla do Nových Zákup přivedena železniční vlečka. Když zanikl, pěkné budovy patřící jako zákupský zámek císařské rodině Habsburků opět nadlouho osiřely.
Do nich se v roce 1904 Vyšší lesnická škola ze stísněných prostor na zámečku v Bělé přestěhovala. V roce 1910 získala státní podporu, pak byla financována ze soukromých prostředků.
Jejím prvním ředitelem byl v letech 1904 až 1932 ing Stefan Schmid, druhým (a zde posledním) v období 1932 - 1937 ing Karel Bohunický.
Rozsáhlý areál s velkými budovami a více než 7 ha pozemků byl rok před zahájením prvního školního roku upravován pro potřeby školy. Potřebné prostředky jí k tomu věnoval císař. Kolem si škola vybudovala velké arboretum , v němž bylo přes 3000 druhů stromů a keřů. V době I. světové války i zde fungoval vojenský lazaret. Po vzniku Československé republiky se stala škola státní a vedle němčiny se zavedl i vyučovací jazyk český. Studenti před nástupem do vyšší školy museli absolvovat nižší gymnázium a mít dva roky praxe. Při škole fungoval internát, k dispozici byl lékař, pobočka pošty. Škola (tehdy německy Höhere Forstlehranstalt in Neureichstadt) měla svou meteorologickou stanici, lesní školku, mimo arboreta i botanickou zahradu.
V roce 1922 byla škola povýšena na čtyřletou vyšší lesnickou školu, v roce 1925 byla přejmenována na Státní německou vyšší lesnickou školu v Zákupech. Po záboru českého pohraničí v roce 1938 byla převedena pod německou správu.

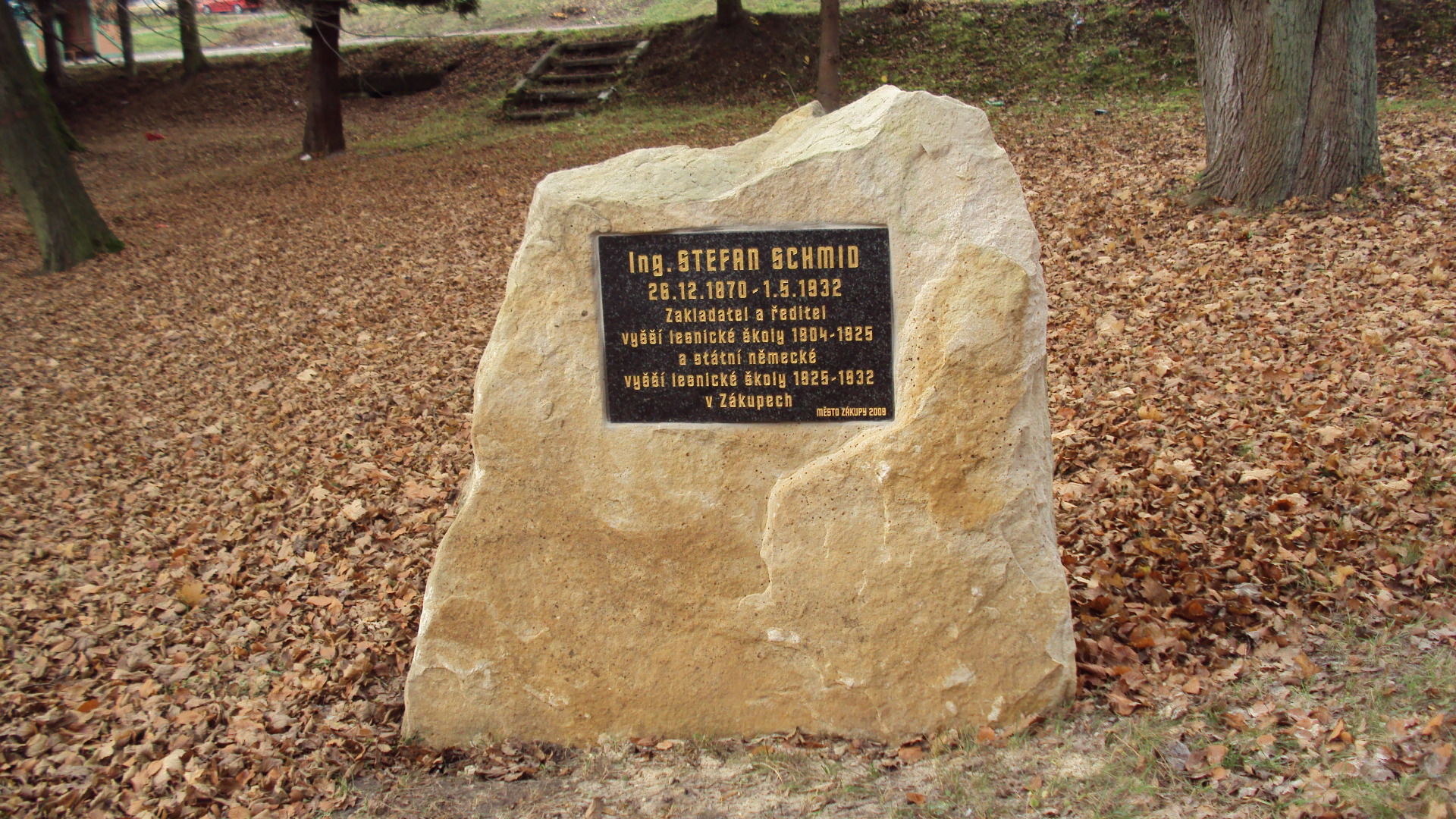
Pomník prvního ředitele školy je v Nových Zákupech

Roku 1929 jejich stav arboreta zdecimovaly velké mrazy, ovšem daleko horší bylo zrušení školy po školním roce 1939 / 1940 pro nedostatek žáků a působení vojenských posádek v celém areálu po roce 1945.
Škola jako instituce byla přenesena v roce 1945 do Trutnova, v Nových Zákupech obnovena nebyla.

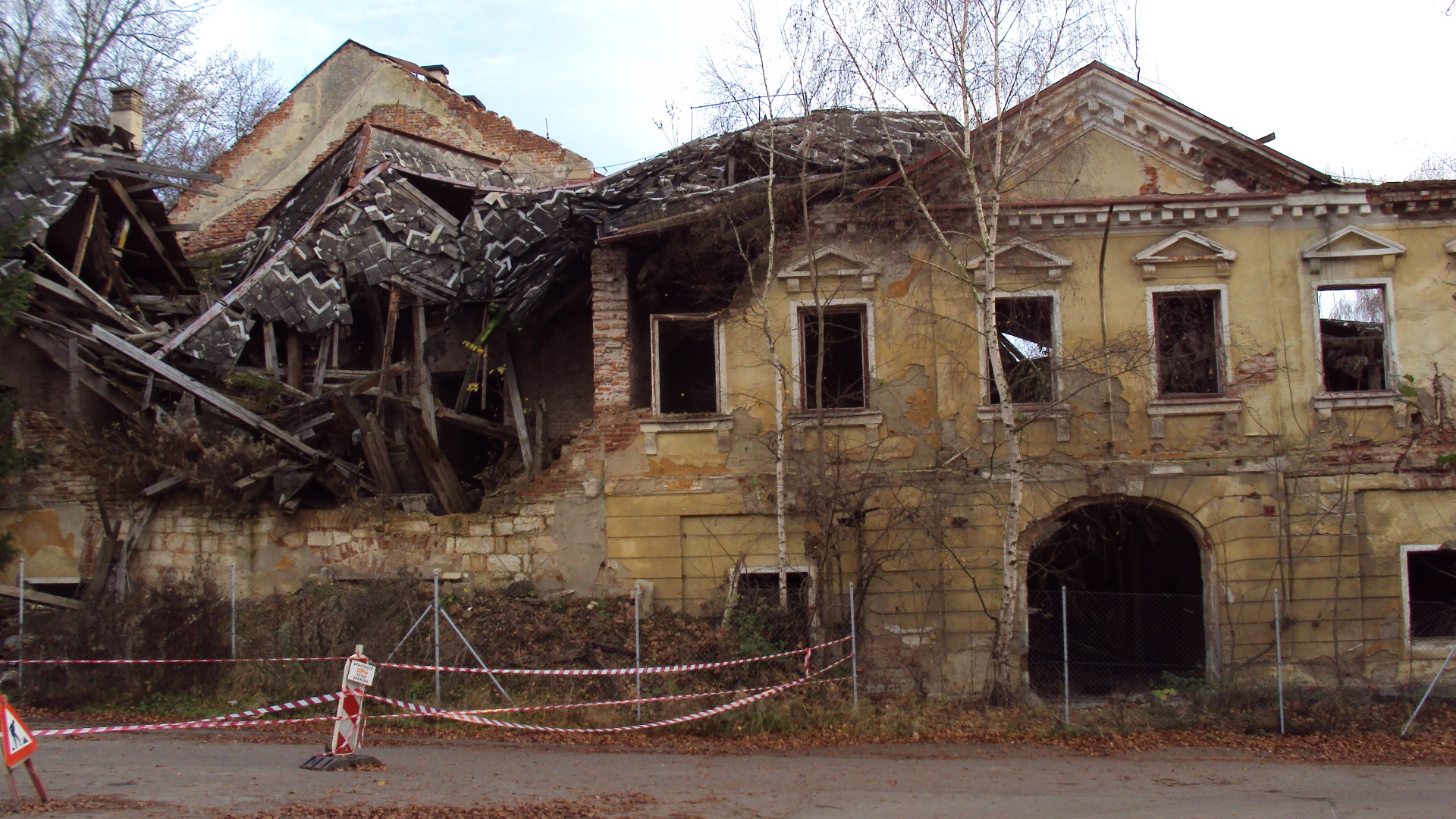
Ruina někdejší školy v Nových Zákupech

## Areál školy dnes
Desetiletí nevyužívané budovy jsou v havarijním stavu, zčásti oplocené a označené zakazujícími tabulemi. Zdálky část zachovalých budov připomíná zámek, také proto měla zdejší autobusová zastávka v jízdním řádu 2009 označení Nové Zákupy, zámek. Tato zastávka je již zrušená.
Po roce 2008 se město rozhodlo zachránit část okolního prostranství, kde bylo arboretum a kudy protéká říčka Svitavka. Byly odstraněny náletové dřeviny, prořezány stromy, upraven terén a započato s výsadbou nových stromů. Cílem snažení města je v Nových Zákupech arboretum obnovit.

## Naučná stezka o škole
V Zákupech byla vybudována Naučná stezka Zákupy, která je zaměřena na lesnictví. Na řadě panelů u svých tras zpřístupňuje historii lesnické školy, jsou zde kopie desítek archivních materiálů, fotografie, při stezce a v Nových Zákupech jsou vybudovány památníky pomníky věnované škole vč.jejich učitelů. Dokončení celé stezky komplikuje nedostatek finančních prostředků.

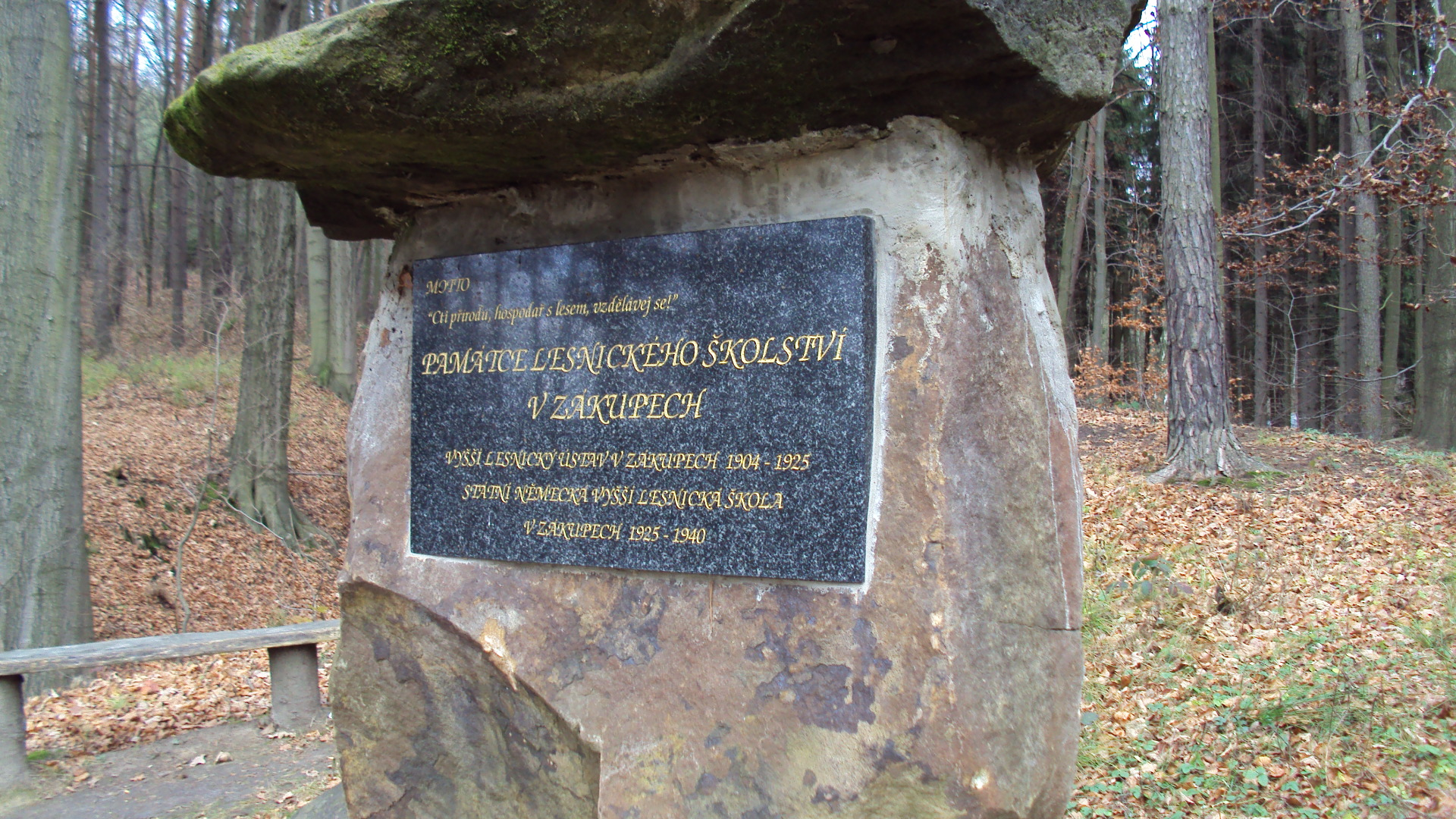
Památník lesnického školství